# Rehmannieae
Rehmannieae, tribus volovotkovki, dio reda medićolike (Lamiales). Postoje 2 roda sa 11 vrsta iz Azije.
Rod Rehmannia je dobio ime po liječniku Josephu Rehmannu (1788.–1831.) iz St. Petersburga.

## O tribusu
Rehmannia i Triaenophora čine kladus i naširoko su prihvaćeni kao bliski srodnici s Orobanchaceae u red Lamiales. Međutim, taksonomski rang ove klade i njeno geografsko podrijetlo nedovoljno su proučeni i slabo poznati. Rodovi su zajedno prepoznati kao Orobanchaceae pleme Rehmannieae ili Rehmanniaceae. Kako bi se ponovno procijenila taksonomija i sustavni položaj i afiniteti ovih rodova, rekonstruirani su filogenetika koristeći kompletne plastidne genome (plastome) i izvršena analiza komparativnog floralnog razvoja. Osim toga, istraženi su geografska distribucija rodova Rehmannia i Triaenophora kako bi se odredila središta raznolikosti i podrijetlo. Filogenetske analize pokazale su da su Rehmannia i Triaenophora formirale kladus koji je sestrinski svim ostalim Orobanchaceae. Ovaj odnos je također podržan morfološkim svojstvima plodova i cvijeća, kao što su čahure djelomično ili napola izvučene iz trajnih cjevčica čaške, mrežasti testa sjemena, kohlearni uzlazni vjenčić (rinantoidna estivacija), kasna simpetalna cijev vjenčića i osovinska placentacija. Osim toga, gubitak adaksijalnog prašnika koji ostavlja prazninu na njegovom očekivanom početnom mjestu i dvije bočne brakteole kod Rehmannije i Triaenophore može biti izveden ili predstavlja filogenetski prijelazni oblik kod vrsta Lamiales. Predlaženo je da klade Rehmannia i Triaenophora treba tretirati kao pleme (Rehmannieae) porodice Orobanchaceae, a ne kao zasebnu porodicu reda Lamiales. Rasprostranjenost rodova Rehmannia i Triaenophora pokazuje da regija Shennongjia-Wushan u središnjoj Kini predstavlja zemljopisno podrijetlo i središte raznolikosti rodova.

## Rodovi
1. Rehmannia Libosch. ex Fisch. & C.A.Mey.
2. Triaenophora Soler.

## Sinonimi
- Rehmanniaceae Reveal